# Кожа (короткометражный фильм)
«Ко́жа» (англ. Skin) — американский драматический короткометражный фильм, снятый Гаем Нативом. Фильм выиграл премию «Оскар» в номинации «Лучший игровой короткометражный фильм». Полнометражный фильм Натива с   тем же названием, также выпущенный в 2018 году, не имеет отношения к этому фильму.

## Сюжет
Джеффри (Джонатан Такер) стрижёт сына Троя (Джексон Роберт Скотт). Семья едет на озеро с друзьями. Их татуировки подразумевают, что они — группа неонацистов. Джеффри хвастается, что его сын может поразить цель из винтовки и принимает ставки на вызов. Трой успешно стреляет в цель.
Группа направляется в продуктовый магазин, где Криста (Даниэль Макдональд) покупает еду. На кассе Трой видит афроамериканца Джейди (Эшли Томас), держащего игрушку. Трой и мужчина улыбаются друг другу. Пока Джейди складывает покупки, Джеффри замечает взаимодействие сына и мужчины и обвиняет Джейди в том, что он приставал к мальчику. Джейди отрицает это, и Джеффри обзывает его расовым оскорблением. Джейди уходит, сказав Джеффри, что у него будут проблемы.
Джеффри рассказывает своим друзьям о споре, и они следуют за Джейди на парковку. Джеффри и его друзья жестоко избивают Джейди, в то время как жена Джейди вызывает полицию из своей машины неподалёку. Трой наблюдает за происходящим из магазина, Криста раздражается. Когда группа уходит, жена Джейди держит его на руках на парковке. Трой смотрит в окно машины и смотрит в глаза сыну Джейди — Бронни (Лонни Чавис), который примерно его ровесник.
На следующий вечер, Джеффри и Трой едут домой и обнаруживают фургон, перекрывающий им дорогу. Джеффри подходит к фургону, и группа чернокожих людей похищает его. Джеффри отвезли в гараж дома, где несколько чернокожих и Бронни накачивают его наркотиками и наносят татуировки в течение нескольких дней. Джейди оправляется от инцидента.
Некоторое время спустя Джеффри оказывается голым на той же дороге, с которой его похитили. Он видит своё отражение в окне и понимает, что его кожа полностью татуирована в чёрную. В их доме Криста просыпается от звука снаружи. Она заряжает пистолет и зовёт на помощь. Джеффри пытается вымыть кожу чистой водой, но безуспешно. Криста приказывает Трою спрятаться под кроватью и не выходить.
Джеффри силой входит в дом. Криста, увидев в своём доме человека похожего на голого чернокожего, предупреждает, чтобы он вышел, иначе она его застрелит. Джеффри удаётся сообщить Кристе, кто он такой, и она бросает оружие. Раздаётся выстрел, и Джеффри падает замертво. Трой стоит в дверях позади Джеффри с винтовкой.